# Chiesa di Sant'Antonio Abate (Brennero)
La chiesa di Sant'Antonio Abate (in tedesco Kirche des Heiligen Antonius Abtei) è la parrocchiale di Fleres (Pflersch), frazione di Brennero (Brenner), in provincia autonoma di Bolzano. Appartiene al decanato di Vipiteno della diocesi di Bolzano-Bressanone e risale al XV secolo.

## Storia

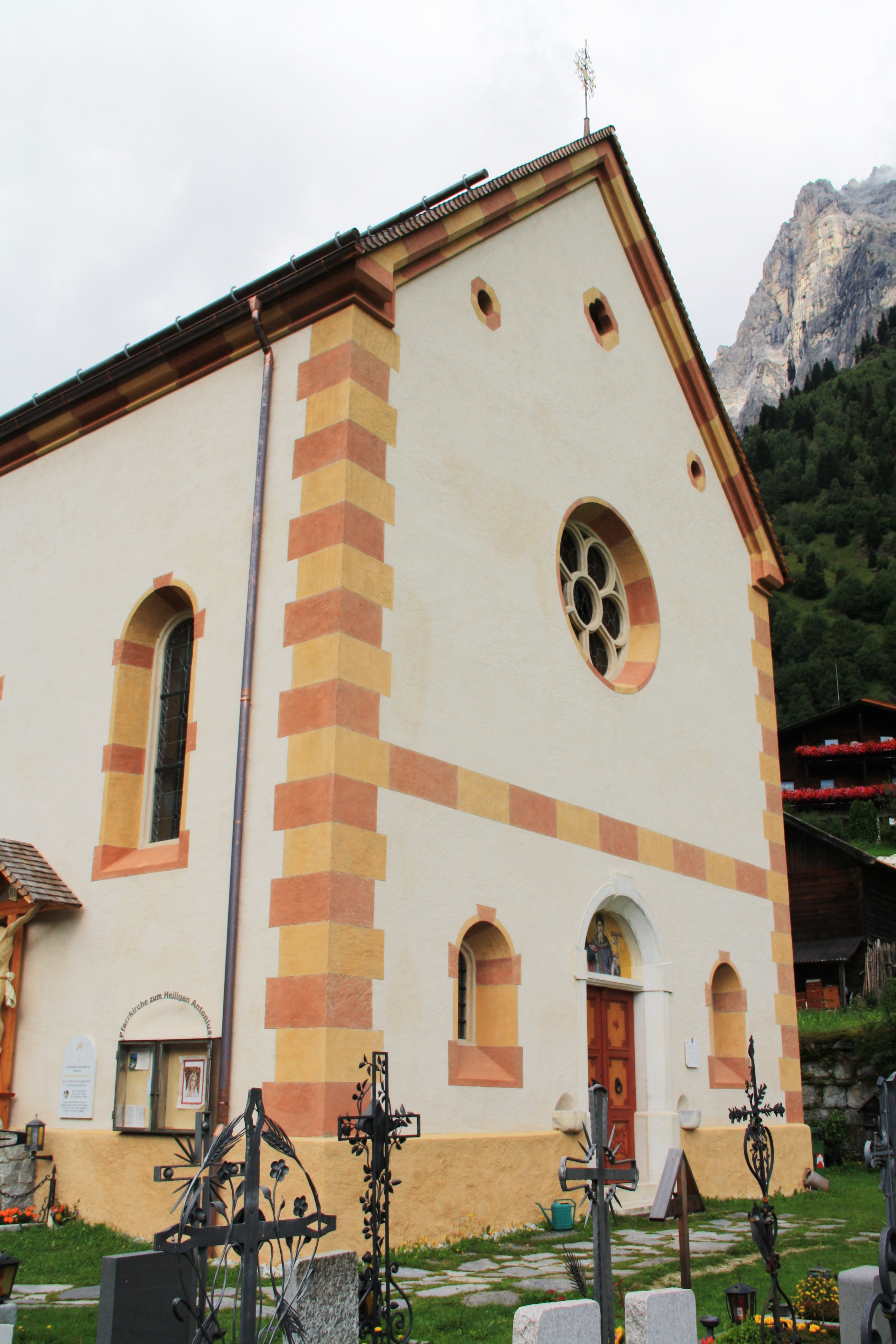
Facciata della chiesa.

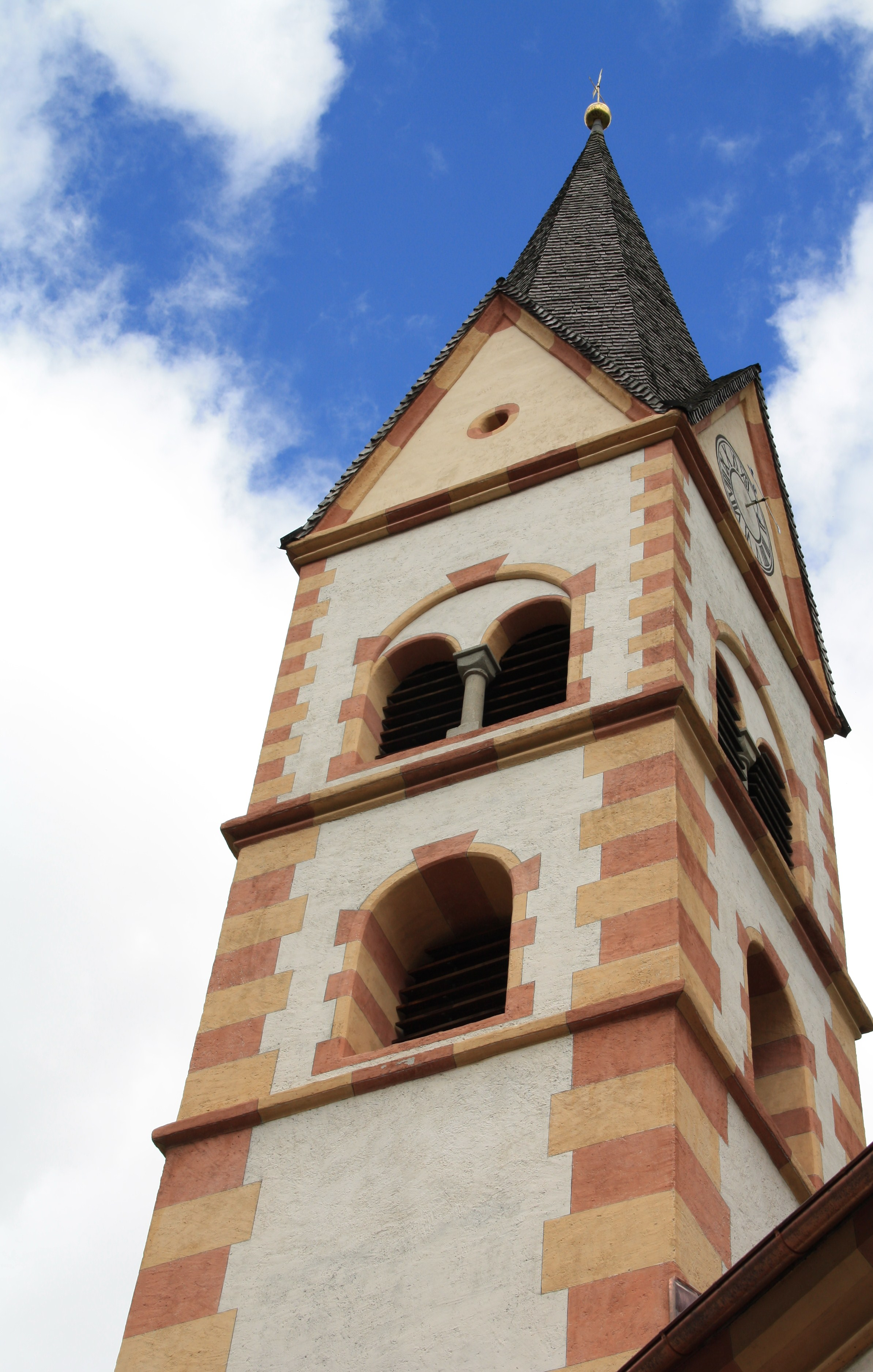
Torre campanaria.

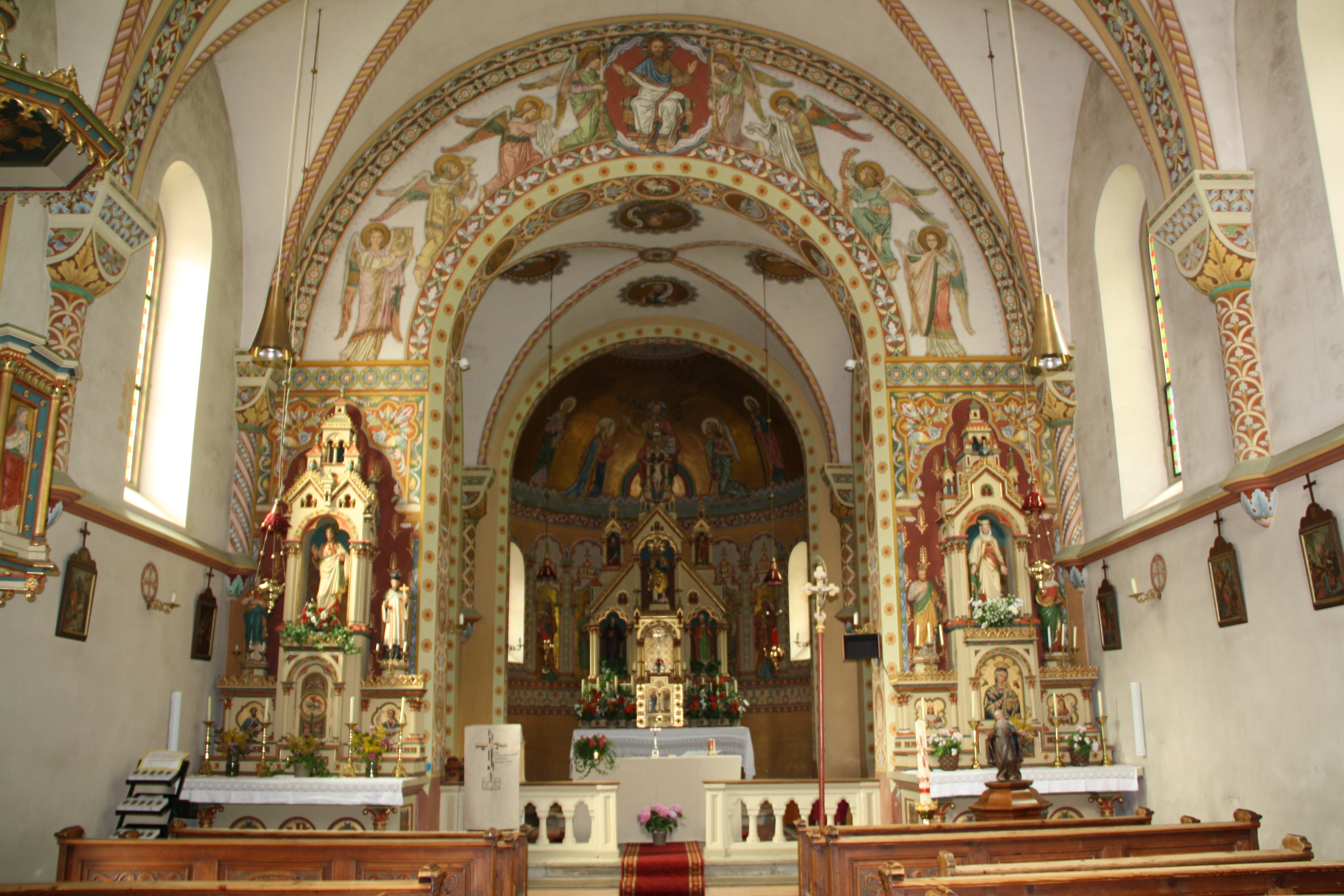
Interno della chiesa, con altare maggiore e due altari laterali.

La chiesa di Fleres di Dentro venne citata in un documento per la prima volta nel 1416 e la sua storia è legata, come in altri casi nelle aree vicine, alle attività estrattive delle miniere di argento e alla devozione manifestata dai minatori. Furono questi ultimi infatti a fare offerte per la sua ristrutturazione del 1482. Circa quattro secoli più tardi, divenuta ormai non più adeguata alle necessità della popolazione, venne quasi completamente ricostruita seguendo lo stile neoromanico. Divenne chiesa curaziale nel 1737 e parrocchiale nel 1891.

## Descrizione

### Esterno
Il luogo di culto si trova nell'abitato di Fleres di Dentro, la frazione più occidentale e a nord del comune di Brennero, accanto al cimitero della comunità. Presenta una facciata a capanna con due spioventi. Attorno alla struttura c'è uno zoccolo leggermente sporgente che la circonda completamente e che si interrompe in corrispondenza del portale di accesso architravato e con lunetta a tutto sesto affrescato con l'immagine del titolare. Ai lati due piccole finestre e, in alto, il grande rosone che porta luce alla sala.
La torre campanaria si alza nella parte posteriore della struttura, in posizione absidale, sulla destra. Le celle campanarie sono due sovrapposte. Quella inferiore si apre con quattro ampie finestre a monofora e quella superiore con altre quattro finestre a bifora di minori dimensioni. La copertura apicale è a forma di piramide acuta ottagonale.

### Interno
La navata interna è unica e oltre all'altare maggiore, ai suoi lati, vi sono due altari laterali.